# Jean Aurenche
Jean Auranche (Pierrelatte, 11 de septiembre de 1903 – Bandol, 29 de septiembre de 1992) fue un guionista francés, autor de más de ochenta guiones, en colaboración con los principales directores de cine de Francia.

## Biografía
En los años treinta trabajó como publicitario, entrando en contacto con los artistas surrealisti franceses de la época; la hermana, Marie Berthe, se casó con el pintor Max Ernst. Amigo de Jean Anouilh y Jacques Prévert , contactó con el llamado "Grupo de Octubre", con el que estableció una fuerte relación. Junto a un hermano de Prevert, Pierre, escribió su primer guion cinematográfico. En los años colabora con el grupo de la Nouvelle Vague y finalmente con el cineasta Bertrand Tavernier.

## Filmografía
- 1933 : Monsieur Cordon de Pierre Prévert : scénario
- 1937 : Les Dégourdis de la 11e de Christian-Jaque : dialogue
- 1937 : Vous n'avez rien à déclarer ? de Léo Joannon
- 1937 : L'Affaire du courrier de Lyon de Maurice Lehmann et Claude Autant-Lara : scénario
- 1937 : Le Gagnant (film, 1937) (moyen métrage) : scénario
- 1938 : L'Affaire Lafarge de Pierre Chenal : histoire
- 1938 : Le Ruisseau de Maurice Lehmann  et Claude Autant-Lara : adaptation
- 1938 : Hôtel du Nord de Marcel Carné : adaptation
- 1939 : La Tradition de minuit de Roger Richebé : scénario
- 1940 : Cavalcade d'amour de Raymond Bernard : dialogues et scénario
- 1940 : L'Émigrante de Léo Joannon : histoire
- 1940 : L'Héritier des Mondésir d'Albert Valentin : histoire
- 1941 : Madame Sans-Gêne de Roger Richebé : adaptation
- 1942 : Le Moussaillon de Jean Gourguet : dialogue
- 1942 : Romance à trois de Roger Richebé : adaptation
- 1942 : Le Mariage de Chiffon de Claude Autant-Lara : adaptation
- 1942 : Défense d'aimer de Richard Pottier : dialogue
- 1942 : Huit Hommes dans un château de Richard Pottier : adaptation
- 1942 : Lettres d'amour de Claude Autant-Lara : adaptation, dialogues
- 1943 : L'Épouvantail de Paul Grimault : histoire
- 1943 : Domino de Roger Richebé : adaptation
- 1943 : Douce de Claude Autant-Lara : adaptation et dialogues
- 1943 : Adrien de Fernandel : dialogues et scénario
- 1944 : Le Voleur de paratonnerres de Paul Grimault : sur une idée de
- 1944 : Le Voyageur sans bagage de Jean Anouilh
- 1944 : Les Petites du quai aux fleurs de Marc Allégret : scénario
- 1946 : Sylvie et le Fantôme de Claude Autant-Lara
- 1946 : Les J3 de Roger Richebé : adaptation
- 1946 : La Symphonie Pastorale de Jean Delannoy : adaptation et dialogue
- 1947 : Le Diable au corps de Claude Autant-Lara
- 1947 : Les Amants du pont Saint-Jean d'Henri Decoin : scénario
- 1949 : Au-delà des grilles ou Trois jours d'amour (Le Mura di Malapaga) de René Clément : adaptation et dialogues
- 1949 : Occupe-toi d'Amélie de Claude Autant-Lara : dialogue et scénario
- 1950 : Dieu a besoin des hommes de Jean Delannoy : scénario
- 1951 : Gibier de potence de Roger Richebé : scénario
- 1951 : L'Auberge rouge de Claude Autant-Lara : scénario, adaptation et dialogues
- 1952 : Les 7 péchés capitaux : segments La Luxure de Yves Allégret, L'Orgueil de Claude Autant-Lara et Huitième pêché de Georges Lacombe : scénario
- 1952 : Juegos prohibidos de René Clément : scénario, dialogue
- 1953 : Les Orgueilleux d'Yves Allégret
- 1954 : Le Blé en herbe de Claude Autant-Lara : adaptation et dialogue
- 1954 : Destinées (segment Jeanne) de Jean Delannoy
- 1954 : Mam'zelle Nitouche d'Yves Allégret
- 1954 : Le Rouge et le Noir de Claude Autant-Lara
- 1955 : Chiens perdus sans collier de Jean Delannoy : histoire et scénario
- 1956 : Gervaise de René Clément
- 1956 : La Traversée de Paris de Claude Autant-Lara : dialogue et scénario
- 1956 : Notre Dame de Paris de Jean Delannoy
- 1958 : En cas de malheur de Claude Autant-Lara : scénario
- 1958 : Le Joueur de Claude Autant-Lara : dialogues
- 1959 : La Femme et le Pantin de Julien Duvivier
- 1959 : Le Chemin des écoliers de Michel Boisrond
- 1959 : La Jument verte de Claude Autant-Lara : scénario
- 1961 : Tu ne tueras point de Claude Autant-Lara : scénario
- 1964 : Les Amitiés particulières de Jean Delannoy : dialogues
- 1965 : Le Journal d'une femme en blanc de Claude Autant-Lara : adaptation
- 1966 : Paris brûle-t-il ? de René Clément : scénario
- 1967 : Le Plus Vieux Métier du monde - segment Aujourd'hui - de Claude Autant-Lara et Philippe de Broca : scénario
- 1968 : Le Franciscain de Bourges de Claude Autant-Lara : scénario
- 1969 : Les Patates de Claude Autant-Lara : scénario
- 1974 : El relojero de Saint-Paul (L'horloger de Saint-Paul) de Bertrand Tavernier: scénario
- 1975 : Que la fête commence de Bertrand Tavernier : scénario
- 1976 : Le Juge et l'Assassin de Bertrand Tavernier : scénario
- 1981 : La Dame aux camélias (La storia vera della signora delle camelie) de Mauro Bolognini : histoire
- 1981 : Coup de torchon de Bertrand Tavernier : scénario
- 1982 : L'Étoile du Nord de Pierre Granier-Deferre : adaptation et dialogue
- 1987 : Fucking Fernand de Gérard Mordillat
- 1987 : De guerre lasse de Robert Enrico : scénario et dialogues
- 1989 : La Passion de Bernadette de Jean Delannoy

- Le mura di Malapaga
- Arriva Fra' Cristoforo...
- I sette peccati capitali,
- Gervaise
- Le amicizie particolari
- Parigi brucia?
- Il giudice e l'assassino
- Colpo di spugna
- La storia vera della signora dalle camelie

## Premie y reconocimientos

### Premio César
- 1976 #- Mejor guion para Que la fiesta comience... (Que la fête commence)
- 1977 #- Mejor guion para El juez y el asesino (Las Juge et la Assassin)
- 1982 #- Presentado a mejor guion para Golpe de esponja (Coup de torchon)
- 1983 #- Mejor guion para El Étoile du Norte